# Lake Village (Arkansas)
Lake Village è una località degli Stati Uniti d'America, capoluogo della contea di Chicot, nello Stato dell'Arkansas.
Ci è nato il giocatore di football Lamar McHan.